# トヨタ・クラウンエステート
クラウンエステート（CROWN ESTATE）はトヨタ自動車が1999年（平成11年）12月から2007（平成19年）年6月まで生産・販売していたステーションワゴン、および、2023年（令和5年）に発表されたスポーツ・ユーティリティ・ビークル（SUV）である 。

## 初代（シリーズ通算11代目） S170W型（1999年-2007年）
11代目トヨタ・クラウン（S170系）をベースに車体をワゴン化したモデルで、クラウンステーションワゴンの12年ぶりのフルモデルチェンジを機に「クラウンエステート」となる。それまでは1987年（昭和62年）デビューのS130系が大幅なマイナーチェンジを受けて継続生産されていた。シートレイアウトは歴代クラウンワゴンにあった後方向き床下格納式シート（ジャンプシート）、およびフロントベンチシート仕様（乗車定員7または8人）は廃止され、すべて5人乗りに統一された。
駆動方式はFRまたは4WD。エンジンは排気量2.5 L、3.0 Lの直列6気筒ガソリンエンジンを搭載し、2.5 Lは自然吸気仕様（2001年8月より2WD車は直噴エンジン化）とターボ仕様（2003年12月のマイナーチェンジで消滅）、3.0 Lは直噴エンジンの自然吸気仕様のみ。なお、一時期（2001年8月 - 2003年12月まで）ではあるが、2.0 Lも投入された。グレードはデビュー当初、ロイヤルサルーン、アスリートの2種類が設定されたが、ロイヤルサルーンは2001年（平成13年）8月のマイナーチェンジで廃止された。
2003年（平成13年）12月には12代目クラウンが登場するが、エステートは11代目ベースのままで2007年（平成19年）6月まで生産が継続された。

### 年表
- 1999年（平成11年）12月15日 - 発表・発売。
- 2000年（平成12年）4月 - 一部変更。ロイヤルシリーズに電動リアサンシェードの設定グレードを拡大し、単独オプションとして選択が可能になった。また、本革シートの設定グレードを拡大。
- 2000年（平成12年）8月 - 一部変更で自然吸気車は低排出ガス車化。廉価グレードの「アスリートE」を追加。ロイヤル系には設定のないディスチャージヘッドランプはアスリートEでも標準装備となるが、ホイールは15インチのスチールホイール&キャップになる。同時に2.5 L系のアスリートにスーパーホワイト&ブラックのボディカラーを設定した特別仕様車「プレミアムスポーツエディション」を追加。
- 2001年（平成13年）8月 - 11代目クラウンと合わせてマイナーチェンジを実施。その際にグレードはアスリートのみになると同時に廉価グレードのアスリートEは2.0 Lエンジン（1G-FE）に変更、17インチアルミホイール&45 %偏平率タイヤをオプション化、外板色にブラックを追加（標準5色＋メーカーオプション3色）[4]。
- 2002年（平成14年）8月 - カーナビと17インチアルミを標準装備したお買い得価格の特別仕様車「プレミアム」を追加。
- 2003年（平成15年）12月2日 - 一部改良を実施。外装はヘッドランプとフロントグリルをチタン調化。また、クルーズコントロールを標準装備化し、カーナビをG-BOOKに対応させるなど、装備の充実を図った。同時に2.0 Lと2.5 Lターボは廃止。セダンのロイヤルとアスリートが12代目（S180系）にモデルチェンジされても継続して販売された理由として、葬儀業者が霊柩車（ステーションワゴン型の洋型霊柩車）のベース車両として導入したり、病院等から自宅や式場へ遺体を搬送する寝台車としての需要が多いためであった。
- 2005年（平成17年）12月 - 一部改良。フロントフェンダーにサイドターンシグナルランプを新たに装備したほか、ハイマウントストップランプにLEDを採用。さらに、リヤコンビネーションランプ内のテールランプの配置を変更するとともに、法規改正への対応でメーター内にフロントフォグランプのインジケーターを追加。一方で、コーナリングランプは廃止。また、アスリート、アスリートGには、ワイヤレスドアロック対応キー（3本）を標準装備した。
- 2007年5月[5]末 - 生産終了。在庫対応分のみの販売となる。
- 2007年6月30日 - 販売終了。これによりクラウンから8代45年続いたステーションワゴンが消滅した。寝台車としての需要はアルファードやエスティマなどのミニバンに代替されている。

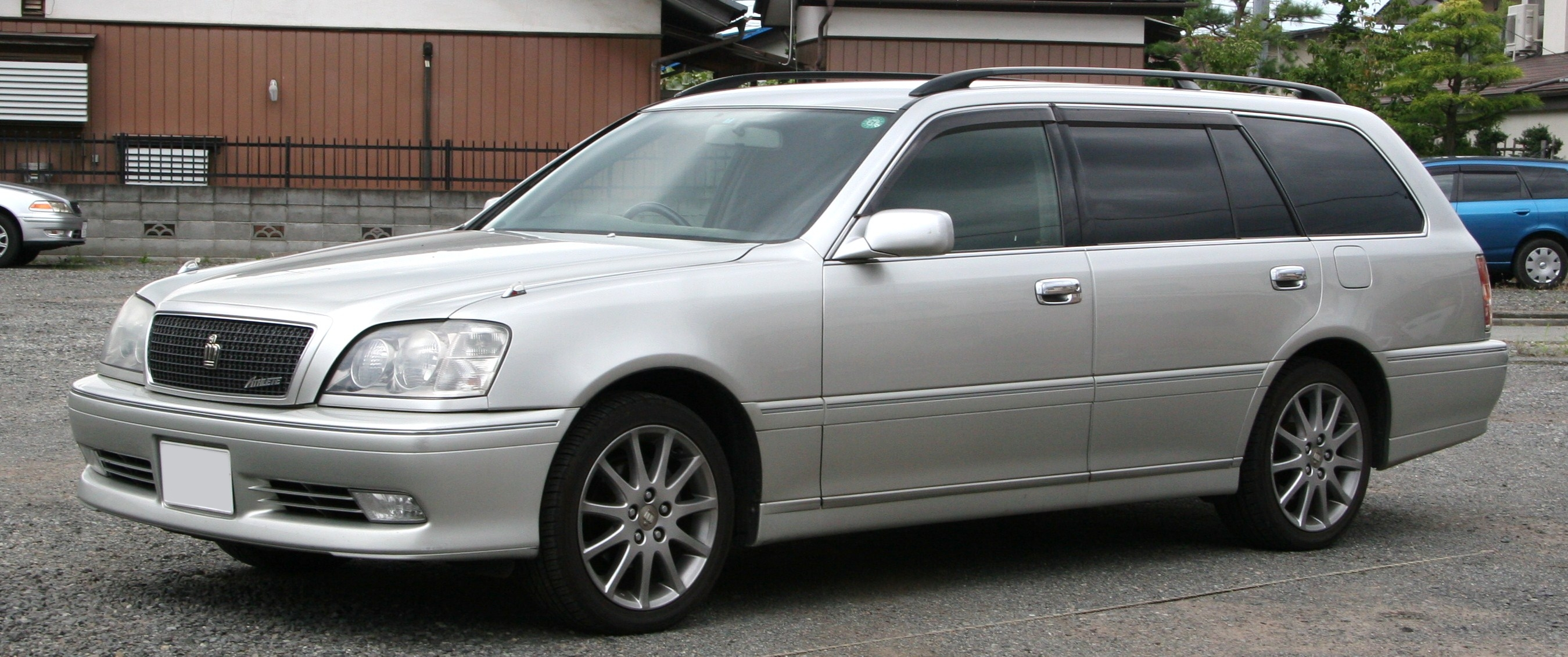
1999年12月販売型 フロント
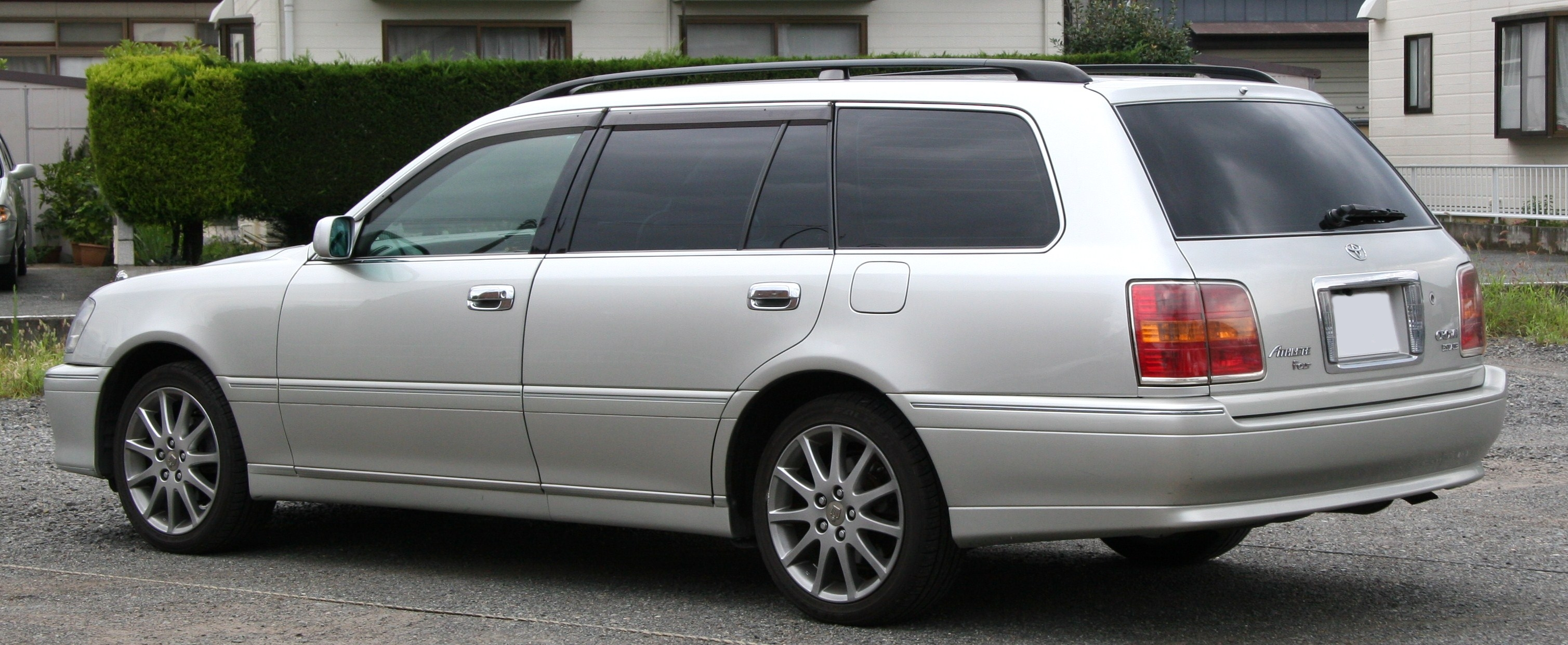
1999年12月販売型 リア

## 2代目（シリーズ通算16代目） AZSH3#W型（2025年 -　）
5ドアSUVとなった2代目では通常時で570L、リアシート格納時で1,470Lの荷室容量が確保されており、リアシート格納時に長さ2mの完全フルフラットスペースを生み出すための「ラゲージルーム拡張ボード」がトヨタ車で初採用された。また、デッキ後端には引き出し式のデッキチェアを、デッキサイドカバーを兼ねる脱着可能の折りたたみ式テーブルであるデッキテーブルが採用され、手前に引き出すタイプの巻取り式トノカバーも装備される（デッキチェアとデッキテーブルはグレードにより標準装備又はディーラーオプション設定）。バックドアは足を出し入れするだけで開閉するハンズフリーパワーバックドア（挟み込み防止機能・停止位置メモリー機能付）となり、半ドア状態でも確実に閉まるサポート機能であるイージークローザーも備わる。
パワートレインは排気量2.5 LのダイナミックフォースエンジンであるA25A-FXS型となり、ハイブリッドシステムもしくは大容量リチウムイオンバッテリーを備えたプラグインハイブリッドシステムが採用される。駆動方式は四輪駆動に一本化され、電気式4WDシステム「E-Four」が採用される。また、センターコンソール後部とラゲージルーム右側の2か所にアクセサリーコンセント（AC100V・1500W）が備わっており、災害時などの非常時に電力が必要な時に車両の走行機能を停止した状態で電気製品の使用が可能な非常時給電システムも装備。ドアと窓を閉めたまま電源コードを出せる外部給電アタッチメントも設定される。
高度な運転支援機能の「トヨタ チームメイト」と予防安全システムの「Toyota Safety Sense」も備わっており、「トヨタ チームメイト」は駐車時の操作を支援する「アドバンスト パーク」と高速道路や自動車専用道路での渋滞時支援を行う「アドバンスト ドライブ」で構成。「Toyota Safety Sense」は単眼カメラ+ミリ波レーダー方式で、交差点や交差点の出会い頭時の検知にも対応したプリクラッシュセーフティや安全運転をサポートするプロアクティブドライビングアシストなど12の機能が備わる。

### 年表
- 2022年（令和4年）7月15日 - ワールドプレミアにて、商品名としては15年ぶりとなる新型クラウンエステートが公式発表された[2] [3]。
- 2023年（令和5年）4月12日 - セダン、スポーツ、エステートの時期と発売時期と写真を公開。エステートはHEV、PHEVとともに2024年（令和6年）に発売予定[6]。
- 2023年（令和5年）11月14日 - アメリカでも2024年夏に発売予定で有ることが発表され、アメリカでは「クラウンシグニア（CROWN SIGNIA）」と言う名称になる[7]。日本仕様との違いは、パワートレインがHEVのみであることと、既にアメリカで発売されているクロスオーバー同様フロント、ステアリング、アルミホイールのセンターキャップの王冠エンブレムがトヨタマークに変更されている。
- 2025年（令和7年）3月13日 - 「クラウン（エステート）」として日本で正式発表され、同日より発売が開始された[8]。グレードはハイブリッドモデルの「ESTATE Z」とプラグインハイブリッドモデルの「ESTATE RS」の2モデルとなる。ボディカラーは16代目全シリーズ共通色であるプレシャスホワイトパールとプレシャスブロンズ（いずれもメーカーオプション）、クロスオーバー・セダンとの共通色であるマッシブグレー、クロスオーバー・スポーツの共通色であるブラック、スポーツとの共通色であるエモーショナルレッドIII（メーカーオプション）の5色を設定。2トーンカラー（メーカーオプション）はブラックとの組み合わせとなる4色に、「ESTATE RS」専用色のプレシャスメタル×マッシブグレーを加えた5色が設定される。
- 2025年（令和7年）6月13日 - 「ESTATE RS」をベースにボディカラーをマットメタルにして特別装備を追加した特別仕様車「ESTATE RS“THE LIMITED-MATTE METAL”」を旗艦店「THE CROWN」6店舗限定発売[9]。これにより、クロスオーバー、スポーツ、セダン、エステート全車でシリーズが揃ったことになる。特徴として、ボディカラーにマットながら特殊表面処理（TMコート）で日々の手入れを楽にしたマットメタル色を採用。アルミホイールに関してもマットカラーを施し、インテリアも専用レーザー加飾を刻印したインストルメントパネル、ブラックラスター内装色にスポーツシート（スポーツレザー（本革）×レッドステッチ付）、本革シフトノブ（ディンプル加工・ピアノブラックオーナメント）を採用し、ベースモデルではメーカーオプションのデジタルキーを標準装備した。